# Rodilhan
Rodilhan is een gemeente in het Franse departement Gard (regio Occitanie). De plaats maakt deel uit van het arrondissement Nîmes. Rodilhan telde op 1 januari 2022 2.810 inwoners.

## Geografie
De oppervlakte van Rodilhan bedroeg op 1 januari 2022 4,69 vierkante kilometer; de bevolkingsdichtheid was toen 599,1 inwoners per km².

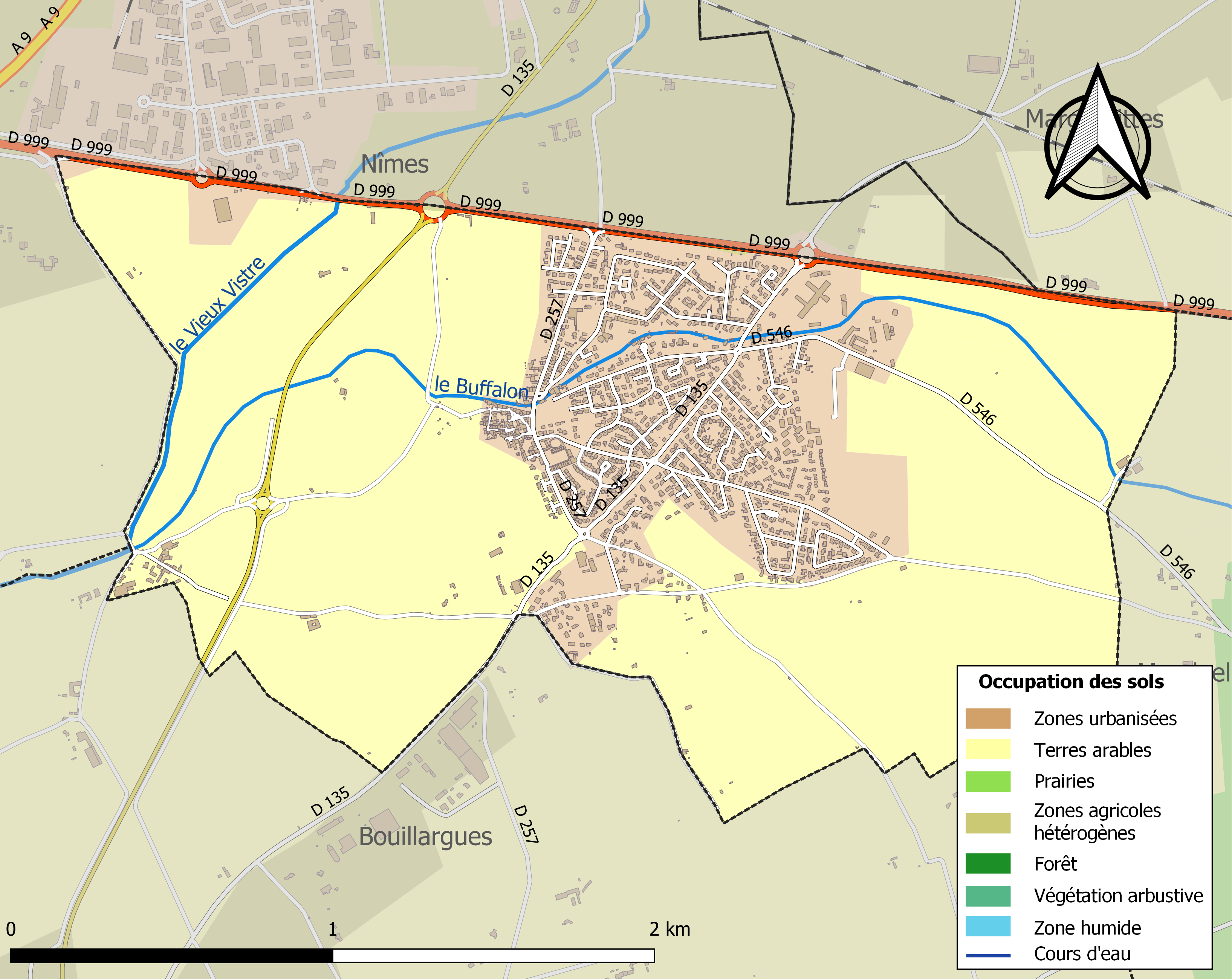
Kaart van de gemeente met belangrijkste infrastructuur, bodemgebruik en omliggende gemeenten

## Demografie
Onderstaande figuur toont het verloop van het inwonertal (bron: INSEE-tellingen).